# 비엘라니
비엘라니(폴란드어: Bielany)는 폴란드 바르샤바 북서쪽에 위치한 구다.